# Порождающее множество группы
Порождающее множество группы — это такое её подмножество, что каждый её элемент может быть представлен в виде конечного произведения элементов из этого подмножества и их обратных. Также используются термины множество образующих и система образующих.
Одна и та же группа может иметь много разных порождающих множеств. Указание порождающего множества позволяет ввести на группе структуру графа Кэли. Кроме того, группы можно задавать, указывая порождающие множества и соотношения между ними. 

## Определение
Пусть {\displaystyle S} — подмножество группы {\displaystyle G}.
Подгруппой, порождённой множеством {\displaystyle S}, называется множество {\displaystyle \langle S\rangle } всех элементов, которые могут быть представлены в виде конечного произведения элементов из {\displaystyle S} и их обратных. (другими словами, в G нет хотя бы одной собственной подгруппы, содержащей S)  Если {\displaystyle S} пусто, то, по-определению, {\displaystyle \langle S\rangle } является тривиальной подгруппой, состоящей только из нейтрального элемента. 
Если {\displaystyle G=\langle S\rangle }, то говорят, что {\displaystyle S} порождает группу {\displaystyle G}.
При этом множество {\displaystyle S} называется порождающим, а его элементы — образующими или генераторами (от англ. generators) группы.
Любая группа имеет хотя бы одно порождающее множество: {\displaystyle G=\langle G\rangle }.
Если в группе {\displaystyle G} можно выбрать конечное множество образующих, то её называют конечно порождённой. Мощность наименьшего порождающего множества группы называется её рангом.
Например, циклические группы — это в точности группы ранга один.

### Замечания
- Множество {\displaystyle \langle S\rangle } совпадает с пересечением всех подгрупп группы {\displaystyle G}, содержащих {\displaystyle S}, и является наименьшей подгруппой в {\displaystyle G}, содержащей {\displaystyle S}.

- Если {\displaystyle S} состоит только из одного элемента {\displaystyle x}, обычно пишут {\displaystyle \langle x\rangle } вместо {\displaystyle \langle \{x\}\rangle }. В таком случае {\displaystyle \langle x\rangle } — циклическая подгруппа, состоящая из всех степеней элемента {\displaystyle x}.

## Порождающие полугруппы и моноида
Для случая, когда {\displaystyle G} является полугруппой или моноидом, тоже можно ввести аналогичное понятие порождающего множества: {\displaystyle S} порождает {\displaystyle G} как полугруппу или моноид, если {\displaystyle G} является минимальной полугруппой или минимальным моноидом соответственно, содержащим {\displaystyle S}.
Такое определение тоже можно изложить на языке представимости элемента в виде комбинации. Для полугруппы можно сказать, что {\displaystyle S} является порождающим множеством, если каждый элемент {\displaystyle G} можно представить как конечное произведение элементов из {\displaystyle S}. Для моноида можно сказать, что {\displaystyle S} является порождающим множеством, если каждый элемент {\displaystyle G}, кроме нейтрального, можно представить как конечное произведение элементов из {\displaystyle S}.
Из-за разницы определений одно и то же множество может быть порождающим в одном смысле, но не быть в другом. Например, для моноида неотрицательных целых чисел {\displaystyle (\mathbb {N} _{\geq 0},+)} порождающим множеством будет {\displaystyle S=\{1\}}, но для полугруппы {\displaystyle (\mathbb {N} _{\geq 0},+)} {\displaystyle S} уже не является порождающим множеством, так как 0 нельзя представить в виде суммы единиц. Аналогично, для {\displaystyle \mathbb {Z} } как группы {\displaystyle \{1\}} является порождающим множеством, а для моноида — нет, так как в определении порождающего множества для моноида не включено взятие обратных.